# 엄경철의 심야토론
《엄경철의 심야토론》은 2018년 6월  16일부터 2018년 12월 22일까지 방송되었던 심야 토론 프로그램이다.

## 기획 의도
설득, 경청, 공감 등으로 사회 쟁점과 해법에 대해 영감을 얻을 수 있는 시사교양 프로그램이다.